# Waldenstein
Waldenstein è un comune austriaco di 1 216 abitanti nel distretto di Gmünd, in Bassa Austria. Nel 1968 ha inglobato i comuni soppressi di Albrechts, Groß-Neusiedl, Klein-Ruprechts, Grünbach e Zehenthöf.